# День Святого Валентина (фільм)
«День святого Валентина» — американський фільм 2010 року жанру романтичної комедії. Режисер: Гаррі Маршалл, сценаристи: Еббі Кон, Марк Сільвестейн, Кетрін Фугейт. Продюсери: Семюель Дж. Браун, Майк Карз, Вейн Аллан Райс, Джозі Розен.

## Сюжет
10 різних історій, різних людей, яка розгортається в американському місті Лос-Анджелес на День Святого Валентина.
Флорист Рід Беннетт зробив пропозицію своїй дівчині Морлі Кларксон, на яку вона погодилася. Однак, друзі Ріда — Альфонсо Родрігес та Джулія Фіцпатрік — висловили сумніви щодо стійкості цього рішення.
Під час авіаперельоту до Лос-Анджелеса, Кейт Гейзелтайн, офіцер армії США, познайомилася з Холденом Вілсоном. З огляду на тривалість поїздки й короткий термін перебування вдома, він робить висновок, що така поведінка свідчить про її сильні почуття. У зв'язку із затримкою таксі після прибуття авіарейсу, Холден запропонував Кейт скористатися його лімузином.
Джулія, вчителька початкової школи, закохалася в кардіоторакального хірурга доктора Гаррісона Коупленда, але вона не була обізнана, що Коупленд був у шлюбі з Памелою. Гаррісон повідомляє Джулії про необхідність відрядження до Сан-Франциско. Перед від'їздом він замовляє у квітковому магазині Ріда два букети квітів, звернувшись до продавця з індивідуальним проханням.
Джулія придбала авіаквиток з метою зробити Гаррісону сюрприз під час його подорожі. Однак, біля входу до аеропорту її зупинив Рід, який повідомив, що Гаррісон перебуває у шлюбі. Джулія скасовує свою поїздку до Сан-Франциско та натомість відвідує лікарню Гаррісона в Лос-Анджелесі, де отримує підтвердження того, що він одружений. Джулія, переодягнувшись в офіціантку, з'явилася в ресторані, де в той час перебував Гаррісон з дружиною. Незвичайна поведінка Джулії привертає увагу Памели.
Едісон, один зі студентів Джулії, робить замовлення на квіткову доставку через сервіс Ріда. Джулія запропонувала Едісону подарувати квіти своїй однокласниці, на ім'я Рані, яка виявила до нього симпатію після їхньої розмови про кохання. 
Няня Едісона Грейс Смарт планує позбутися цноти зі своїм хлопцем Алексом Франкліном. Все пішло не за планом, коли мама Грейс вдерлася в кімнату і застала Алекса голим, де він репетирував написану для неї пісню. 
Едгар і Естель Паддінгтони, бабуся і дідусь Едісона, відчувають на собі всі випробування довготривалого шлюбу. Естель зізнається Едгару в тому, що в минулому у неї був роман з одним із його ділових партнерів. Попри щире каяття Естель, Едгар відчуває глибоке розчарування.
Шкільні друзі Грейс, Віллі Гаррінгтон і Феліція Міллер відчувають ніжні почуття один до одного і вирішили відкласти фізичну близькість на майбутнє. 
Професійний футболіст Шон Джексон, який приховує свою нетрадиційну орієнтацію, разом зі своїм піарником Карою Монахан та агентом Полою Томас обговорює можливість завершення спортивної кар'єри. Щорічна вечірка Кари, присвячена ненависті до Дня святого Валентина, набуває нового повороту, коли вона зустрічає Келвіна, спортивного репортера, який також зневажає це свято і якого його бос змусила зробити про нього репортаж.
Ліз Керран, співробітниця ресепшн, яка перебуває у стосунках з Джейсоном Моррісом, поштовим клерком, замінює відсутню секретарку Паули. Джейсона збентежила новина про її підробіток секс-оператором. За словами Ліз, вона змушена це робити через необхідність погасити студентську позику в розмірі 100 000 доларів. Джейсон спочатку засмучується, але згодом прощає її, побачивши, як Едгар пробачає Естель.
Після появи Шона на національному телебаченні, його коханий Холден вирішує повернутися до нього. Кейт повертається додому пізно ввечері, щоб привітати не свого уявного коханого, а рідного сина Едісона. Після романтичної вечері Віллі підвозить Феліцію додому і проводжає її поцілунком. Келвін і Кара разом проводять час на станції новин Келвіна, і пізніше цілуються. Альфонсо та його дружина насолоджуються вечерею, тоді як Грейс і Алекс вирішують відкласти інтимні стосунки. Едгар та Естель примиряються та відновлюють свої шлюбні обітниці, невірність Гаррісона руйнує його шлюб, а Морлі, тим часом безуспішно намагається зв'язатися з Рідом, який, натомість рухається далі, починаючи нові стосунки з Джулією. Паула, отримавши дзвінок від мазохістичного клієнта Ліз, отримує задоволення від вираження домінування і садизму.

## В ролях
| Актор (-ка)         | Роль                     |
| ------------------- | ------------------------ |
| Джессіка Альба      | Морлі Кларксон           |
| Кеті Бейтс          | Сьюзен                   |
| Джессіка Біл        | Кара Монахан             |
| Бредлі Купер        | Холден                   |
| Ерік Дейн           | Шон Джексон              |
| Патрік Демпсі       | доктор Гаррісон Коупленд |
| Гектор Елізондо     | Едгар                    |
| Джеймі Фокс         | Келвін Мур               |
| Дженніфер Гарнер    | Джулія Фіцпатрік         |
| Тофер Грейс         | Джейсон                  |
| Енн Гетевей         | Ліз Керран               |
| Картер Дженкінс     | Алекс                    |
| Ештон Кутчер        | Рід Беннет               |
| Квін Латіфа         | Пола Томас               |
| Джордж Лопес        | Альфонсо                 |
| Ширлі Мак-Лейн      | Естель                   |
| Емма Робертс        | Грейс                    |
| Джулія Робертс      | капітан Кейт Гейзелтайн  |
| Тейлор Свіфт        | Феліція Міллер           |
| Тейлор Лотнер       | Віллі Харінгтон          |
| Кетрін Ланаса       | Памела Коупленд          |
| Меган Сурі          | Рані                     |
| Брайс Робінсон      | Едісон                   |
| Ліза Робертс Гіллан | медсестра                |

## Історія релізів
| Країна    | Дата           |
| --------- | -------------- |
| Канада    | 12 лютого 2010 |
| США       | 12 лютого 2010 |
| Ірландія  | 12 лютого 2010 |
| Іспанія   | 12 лютого 2010 |
| Бразилія  | 12 лютого 2010 |
| Англія    | 12 лютого 2010 |
| Німеччина | 18 лютого 2010 |
| Бельгія   | 21 лютого 2010 |
| Франція   | 21 лютого 2010 |
| Аргентина | 11 лютого 2010 |
| Австралія | 11 лютого 2010 |
| Ізраїль   | 11 лютого 2010 |
| Росія     | 11 лютого 2010 |

## Нагороди
| Нагорода                                                  | Категорія                                | Одержувач                    | Результат |
| --------------------------------------------------------- | ---------------------------------------- | ---------------------------- | --------- |
| Альянс жінок-кіножурналістів                              | Зал ганьби                               | Гаррі Маршалл                | Номінація |
| Американське товариство композиторів, авторів та видавців | Кращі касові фільми                      | Джон Дебні                   | Перемога  |
| Американське товариство фахівців з кастингу               | Великобюджетний фільм — комедія          | Дебора Аквіла і Тріша Вуд    | Номінація |
| Золота малина                                             | Найгірша чоловіча роль                   | Ештон Кутчер                 | Перемога  |
| Золота малина                                             | Найгірша чоловіча роль другого плану     | Джордж Лопес                 | Номінація |
| Золота малина                                             | Найгірша жіноча роль другого плану       | Джессіка Альба               | Перемога  |
| MTV Movie & TV Awards                                     | Найкращий поцілунок                      | Тейлор Свіфт і Тейлор Лотнер | Номінація |
| Вибір народу                                              | Улюблена комедія                         |                              | Номінація |
| Teen Choice Awards                                        | Обраний фільм: романтична комедія        |                              | Перемога  |
| Teen Choice Awards                                        | Обраний актор: романтична комедія        | Ештон Кутчер                 | Перемога  |
| Teen Choice Awards                                        | Обрана кіноактриса: романтична комедія   | Квін Латіфа                  | Номінація |
| Teen Choice Awards                                        | Обраний фільм: Хімія                     | Тейлор Свіфт і Тейлор Лотнер | Номінація |
| Teen Choice Awards                                        | Обраний фільм: Поцілунок                 | Тейлор Свіфт і Тейлор Лотнер | Номінація |
| Teen Choice Awards                                        | Обраний фільм: Скандал (англ. Hissy Fit) | Джессіка Біл                 | Номінація |
| Teen Choice Awards                                        | Обраний фільм: Чоловік зірка епізоду     | Джордж Лопес                 | Номінація |
| Teen Choice Awards                                        | Обраний фільм: Жінка зірка епізоду       | Енн Гетевей                  | Номінація |
| Teen Choice Awards                                        | Обраний фільм: Відкриття серед актрис    | Тейлор Свіфт                 | Перемога  |

## Продовження
Основна стаття: Старий Новий рік
Гаррі Маршалл, режисер фільму, оголосив про початок роботи над продовженням «Дня Святого Валентина», що матиме назву «Старий Новий рік». Створення нового фільму починається з 31 грудня. За сценариста Маршалл планує взяти Катерину Фугейт, яка вже написала чорновий варіант другої частини. Увесь акторський склад Валентина режисер хоче задіяти й у продовженні. Зйомки починаються наприкінці 2010 року. Об'явлена дата виходу фільму на великі екрани — 9 грудня 2011 року.